# Поспиш-Балдани, Ружа
Ружа Поспиш-Балдани (хорв. Ruža Pospiš Baldani; род. 25 июля 1942, Вараждинске-Топлице, Хорватия) — югославская и хорватская оперная певица (меццо-сопрано).

## Биография
Ружа Поспиш-Балдани родилась 25 июля 1942 года в городе Вараждинске-Топлице, Хорватия. Окончила музыкальную школу в Вараждине и музыкальную академию в Загребе.
В 1961 году состоялся её профессиональный дебют в опере. Роза выступила как Кончаковна в опере «Князь Игорь» Александра Бородина в Хорватском национальном театре.
В течение 1960-х годов она активно выступала в этом театре, а также в Национальном театре в Белграде. В 1965 году Ружа дебютировала в Метрополитен-опера в Нью-Йорке как Маддалена в опере «Риголетто» Джузеппе Верди.
С 1970 по 1978 годы она также пела в Баварской государственной опере, между 1973 и 1987 годами часто пела на сцене Венской государственной оперы. Там было отмечено её исполнение партии Брангены в опере «Тристан и Изольда» Рихарда Вагнера.
В 1976 году Роза дебютировала в Парижской опере как Амнерис из «Аиды» Верди. Также она дебютировала в Опере Монте-Карло как Кармен из «Кармен» Жоржа Бизе.
После того она выступала в Кёльнской опере, на Эдинбургском фестивале, на сценах Национальной оперы Греции, Гамбургской государственной оперы, Хьюстонской оперы, Будапештской государственной оперы, Ла Скала, «Лисео», Лирической оперы Чикаго, Болгарского национального театра оперы и балета, Зальцбургского фестиваля, Оперы Сан-Франциско, оперного фестиваля в Савонлинна, Римского оперного театра, Сан-Карло, городского театра Рио-де-Жанейро и других.
С 2010 года преподаёт на кафедры музыки и музыковедения Хорватской академии наук и искусств. Член-корреспондент Хорватской академии наук и искусств (2010).